# Kiwi Farms
Kiwi Farms (до 2015 — CWCki Forums) — американский интернет-форум, способствующий обсуждению и преследованию онлайн-деятелей и сообществ. Их цели часто становятся объектом организованного группового троллинга и доксинга, а также преследований в реальной жизни. Эти действия связали Kiwi Farms с самоубийствами трёх человек, ставшими жертвами участников форума.
Связь Kiwi Farms с несколькими скандалами и кампаниями преследования привела к тому, что форум неоднократно блокировался различными хостинговыми компаниями и провайдерами. После стрельбы в мечетях Крайстчерча сайт был заблокирован в Новой Зеландии. В 2021 году после самоубийства Near, небинарного программиста, подвергавшегося целенаправленным и организованным групповым преследованиям со стороны участников сайта, хостинг DreamHost прекратил предоставлять форуму свои услуги по регистрации доменов. В сентябре 2022 года компания Cloudflare прекратила предоставлять свои услуги форуму Kiwi Farms из-за «неминуемой и чрезвычайной угрозы жизни человека». После периодической доступности сайт The Daily Dot подтвердил, что компания VanwaTech начала предоставлять хостинговые услуги для сайта, что снова сделало его доступным.

## История
Форум был основан в 2013 году Джошуа Муном (также известным под своим никнеймом Null), бывшим администратором имиджборда 8chan. Изначально сайт создавался для троллинга и преследования Кристиана Уэстона Чендлера, художника и создателя веб-комиксов, впервые замеченного в 2007 году на имиджборде 4chan. Позже о нём была написана статья на Encyclopedia Dramatica, а затем людьми, считавшими, что статья в Encyclopedia Dramatica недостаточно подробна или точна, был создан вики-сайт, посвящённый ему, под названием CWCki (название основывается на инициалах Кристиана на английском языке). Первоначально форум был непосредственно связан с CWCki и назывался CWCki Forums.
После переименования форума в «Kiwi Farms» в 2015 году участники начали размещать темы, ориентированные на многих людей, включая меньшинства, женщин, ЛГБТ-активистов и людей, которых пользователи Kiwi Farms считают психически или сексуально больными, феминистов, журналистов, интернет-знаменитостей, любителей видеоигр и комиксов, а также ультраправых политических деятелей.
По словам администратора сайта, на форум ежедневно входят 16000 человек. Кейтлин Бёрнс, одна из жертв участников сайта, описала его аудиторию как «онлайн-людей, принадлежащих к широкому спектру политических идеологий, от крайне правых и анти-трансфеминистских типов до резких леваков, одержимых потреблением интернет-драмы», отметив при этом, что «особый интерес для многих пользователей сайта представляют трансгендеры, которых они называют „трунами“ (troons), унизительным сочетанием слов „транс“ и „roon“ (с англ. — «головорез»)».
В сентябре 2022 года произошла утечка данных форума.

## Преследования
Цели веток форума часто становятся объектами организованного группового троллинга и преследований. Тактика включает в себя доксинг, попытки добиться их увольнения с работы, сватинг, а также преследование членов их семей. Некоторые кампании преследования форума продолжаются месяцы или годы, а некоторые направлены на то, чтобы довести жертв до самоубийства.
Личные данные Клары Сорренти (трансгендерной активистки и стримерши, более известной под никнеймом Keffals) были опубликованы на Kiwi Farms в ветке, посвященной её обсуждению. Пользователи на сайте размещали её личную информацию, а также информацию о её друзьях и семье. Пользователи также слили её фотографии сексуального характера и угрожали смертью. Позже в августе 2022 года её арестовали и продержали более десяти часов, когда неизвестный человек отправил местным политикам поддельные электронные письма под её именем с угрозами насилия. Позже с неё сняли все обвинения, и полиция признала инцидент попыткой сватинга. Пользователи также разместили адрес не связанного с ней мужчины, который живёт в том же городе и носит её фамилию, и к нему также была направлена полиция. После данного инцидента Сорренти переехала из дома в отель из соображений безопасности, однако после того, как она разместила фотографию своего кота на кровати в отеле, пользователи форума определили отель по простыням на фотографии и отправили несколько заказов пиццы в отель на её имя. После инцидента в одном из своих видео Сорренти отметила: «Очевидно, что проблема не в самой пицце. Это угроза, которую они посылают мне, говоря, что знают, где я живу, и готовы действовать в соответствии с этим в реальном мире». Позже Сорренти сбежала из страны после того, как её местонахождение снова было установлено, как сообщается, неизвестным человеком, взломавшим её учетную запись в Uber. Сорренти также продвигала кампанию против форума, направленную на то, чтобы заставить компанию Cloudflare прекратить предоставление услуг веб-сайту.
24 августа 2022 года член Палаты представителей США Марджори Тейлор Грин заявила в интервью изданию NewsMax, что человек, утверждавший, что он модератор Kiwi Farms под никнеймом «AltisticRight», подвергнул её сватингу. Она потребовала закрыть веб-сайт, заявив: «Не должно быть никакого бизнеса или каких-либо услуг, где вы можете нацелиться на своего врага. Это абсолютно абсурдно, и именно такого беззакония демократы хотят по всей стране». В ответ компания Cloudflare приостановила обслуживание услуги, позволявшей изменять сообщения об ошибках сайта.